# Метафизика
Вижте пояснителната страница за други значения на Метафизика.
Метафизиката (на гръцки: μετά – „след, отвъд“ и φυσικά – „физика, природа, естествени неща“) е дял от философията, който се занимава с „първичните принципи“ и „съществуването“ . Централен клон на метафизиката е онтологията, която изследва основните категории на съществуващото и как те се отнасят една към друга.
Терминът метафизика понякога се употребява като синоним на философия. Това е заглавие на съчинения на Аристотел, в които той разглежда това, което можем да познаем едва след конкретните природни неща, което е в основата им, следователно е и първото в себе си, поради което се нарича и „първата философия“; от Късната античност и Средновековието – име на съответната философска дисциплина изобщо. В този смисъл метафизиката е основната философска наука, в която трябва да търсим всички философски дисциплини. Тя е науката, която има за задача да изследва съществуващото като такова в качеството му на предмет, както и елементите и фундаменталните условия на всичко съществуващо изобщо, тя представлява големите области и закономерности на действителното и търси трайното и взаимовръзката в променливостта на явленията и проявите.
Метафизиката се използва като литературен похват от английските поети Джон Дън и Т. С. Елиът.

## Произход и същност
Въпреки че названието метафизика за пръв път се среща при Аристотел, самият той посочва, че и по-ранни автори са разсъждавали над въпроси от метафизиката. Първият познат според Аристотел е Талес Милетски, чието учение поставяло в основата на всички неща една първопричина, наречена ἀρχή.
Научни въпроси са били отправяни към метафизици в Древна Гърция, но към XVIII в. въпросът Откъде знаете? на скептиците довел до възникването на епистемологията (Откъде знаем?), чиято задача била да допълни метафизиката (Какво знаем?), а това от своя страна дало начало на науката (лат. science, да знам) и научния метод.
В Българския тълковен речник от 1994 г. се дават следните дефиниции за думата метафизика: 1. книж. Философска наука за недостъпните за опита принципи на битието. 2. Противоположен на диалектиката метод, начин на мислене, който разглежда явленията като изолирани, независещи едно от друго, неизменни и неподвижни. 3. прен. Спекулативна философия. 

## Класификацията на Аристотел
Аристотеловата „Метафизика“ била разделена на три части, които сега се считат за правилните дялове на традиционната западна метафизика.
Това са онтологията, природната теология (натурална) и универсалната наука. Всъщност до XVII в. онтологията не е обособена, защото проблематиката за битието и съществуването принадлежат на метафизиката (като цяло). Постепенно в състава на метафизиката влизали космологията и психологията, а терминът онтология се отделил с настоящия си смисъл, който се свързва с името на Кристиан Волф, последовател на Лайбниц. 

## Методи
- Рационализъм срещу емпиризъм
- Аналитичен срещу системен
- Догматичен срещу критичен
- Индивидуален срещу колективен
- Пестелив („свидлив“, обяснения „с колкото може по-малко“, на английски: parsimonious) срещу адекватен (достатъчен, обяснения „с колкото е нужно“)
- Описателен срещу преговорен (ревизионистичен)

## Школи
В историческия процес на развитие на този дял на познанието се очертават основните школи: предсократическата метафизика в Древна Гърция, школата на Сократ и Платон, на Аристотел, тази на схоластиците и средновековните мислители, континенталният рационализъм, британският емпиризъм, школата на Кант, ранната аналитична философия и позитивизма, континенталната философия и късната аналитична философия.

## Критика
В тази област приноси има Имануел Кант, който от 1770 г. с т. нар. философия на критиката се обявява срещу догматизма на умозрителната метафизика. Според него обективно съществуват „неща в себе си“, които действат върху сетивата и пораждат хаос на усещанията, поставяни в ред от априорни форми на сетивността (пространството и времето) и от дванадесет категории на разсъдъка. Кант е съборил тази концепция на метафизиката, но той отива по-далеч – тръгва да създаде нова метафизика. 